# Xã Grant, Quận Antelope, Nebraska
Xã Grant (tiếng Anh: Grant Township) là một xã thuộc quận Antelope, tiểu bang Nebraska, Hoa Kỳ. Năm 2010, dân số của xã này là 67 người.